# Взрывы на 61-м арсенале в Лозовой
Взрывы на 61-м арсенале в Лозовой — техногенная катастрофа, случившаяся в августе 2008 года на территории 61-го арсенала Южного оперативного командования сухопутных войск вооружённых сил Украины (в/ч А0829) в городе Лозовая Харьковской области.

## История
Военный склад № 61 наркомата обороны СССР был сформирован 13 мая 1938 года, 1 августа 1960 года — преобразован в 61-й арсенал министерства обороны СССР. После провозглашения независимости Украины арсенал технической площадью 247 га и общей площадью 488,4 га был передан в ведение министерства обороны Украины и с 22 мая 2006 года вошёл в состав Южного оперативного командования сухопутных войск ВСУ.
По официальным данным министерства обороны Украины, к началу пожара в арсенале (занимавшем площадь 494 гектара) находилось почти 95 тыс. тонн боеприпасов.
Пожар на территории арсенала начался в 16 часов 27 августа 2008 года в результате распространения лесного[уточнить] пожара на площадки хранения 120-мм миномётных мин, что привело к детонации боеприпасов и быстрому увеличению очага возгорания.
В тушении пожара были задействованы 8 пожарных танков ГПМ-54 (два из которых были повреждены осколками сдетонировавших артиллерийских снарядов) и пожарные машины.
Население города было временно эвакуировано, вокруг складов была установлена закрытая зона шириной 3 км.
В результате пожара и детонации 60 % находившихся на хранении боеприпасов войсковая часть была разрушена, сгорели 5 жилых домов в селе Герсевановское, были повреждены здания 16 предприятий, учреждений и организаций района (в том числе школа № 8 и склад хранения высокотоксичных, жидких и твёрдых неопознанных веществ и непригодных пестицидов ООО «Супина интернешнл»), пострадали 1172,2 га посевов сельхозкультур (в том числе, 103,8 га посевов сои были полностью уничтожены), объем убытков предприятий агропромышленного комплекса составил 11 млн. 363,2 тыс. гривен.
По предварительной оценке Харьковского областного совета, по состоянию на 5 сентября 2008 года, прямой ущерб от пожара и детонации боеприпасов на 61-м арсенале городу Лозовая, Лозовскому и Близнюковскому районам Харьковской области составил 49 582 392 гривны (но следует учесть, что взрывы боеприпасов продолжались и в следующие дни, до 9 сентября 2008 года). Кроме того, около 41 тысячи тонн невзорвавшихся боеприпасов были разбросаны взрывами по территории и для их обезвреживания, сбора и утилизации потребовались значительные усилия и финансовые расходы.
По факту пожара военная прокуратура Центрального региона возбудила уголовное дело и после окончания расследования предъявила двум подполковникам (командиру и главному инженеру воинской части) обвинения по части 2 статьи 425 (халатное отношение к военной службе) и части 1 статьи 263 (незаконное обращение с оружием, боеприпасами или взрывчатыми веществами) Уголовного кодекса Украины. Было установлено, что требования техники безопасности (отсутствие травы и мусора на территории арсенала) были нарушены.
После тушения пожара на складах осталось почти 7,5 тыс. тонн ракет, боеприпасов и их элементов, в связи с чем министерство обороны Украины приняло решение о ликвидации арсенала, сортировке и перемещении пригодных к использованию боеприпасов на другие базы хранения и утилизации непригодных к использованию боеприпасов. В апреле 2009 года командующий войск Южного оперативного командования генерал-лейтенант П. М. Литвин сообщил, что почти 4,3 тыс. тонн боеприпасов к стрелковому оружию, ручные гранаты и пороховые заряды к минометным минам будут изъяты на нужды вооруженных сил Украины, еще более 3,1 тысяч тонн боеприпасов и их элементов подлежат утилизации на государственных предприятиях и уничтожению на Новомосковском полигоне в Днепропетровской области.
Расходы на ликвидацию последствий пожара 2008 года министерство обороны Украины оценило в 168,8 млн гривен (в ценах 2009 года).
До 2 июля 2010 года из арсенала в Лозовой было вывезено свыше 5 тыс. тонн остававшихся боеприпасов.
Работы по обнаружению и обезвреживанию неразорвавшихся боеприпасов проводились военнослужащими инженерно-саперных подразделений украинской армии и работниками ГСЧС Украины и продолжались до 2013 года.